# Xylophaga gerda
Xylophaga gerda is een tweekleppigensoort uit de familie van de Pholadidae. De wetenschappelijke naam van de soort is voor het eerst geldig gepubliceerd in 2002 door Turner.